# Menotti Jakobsson

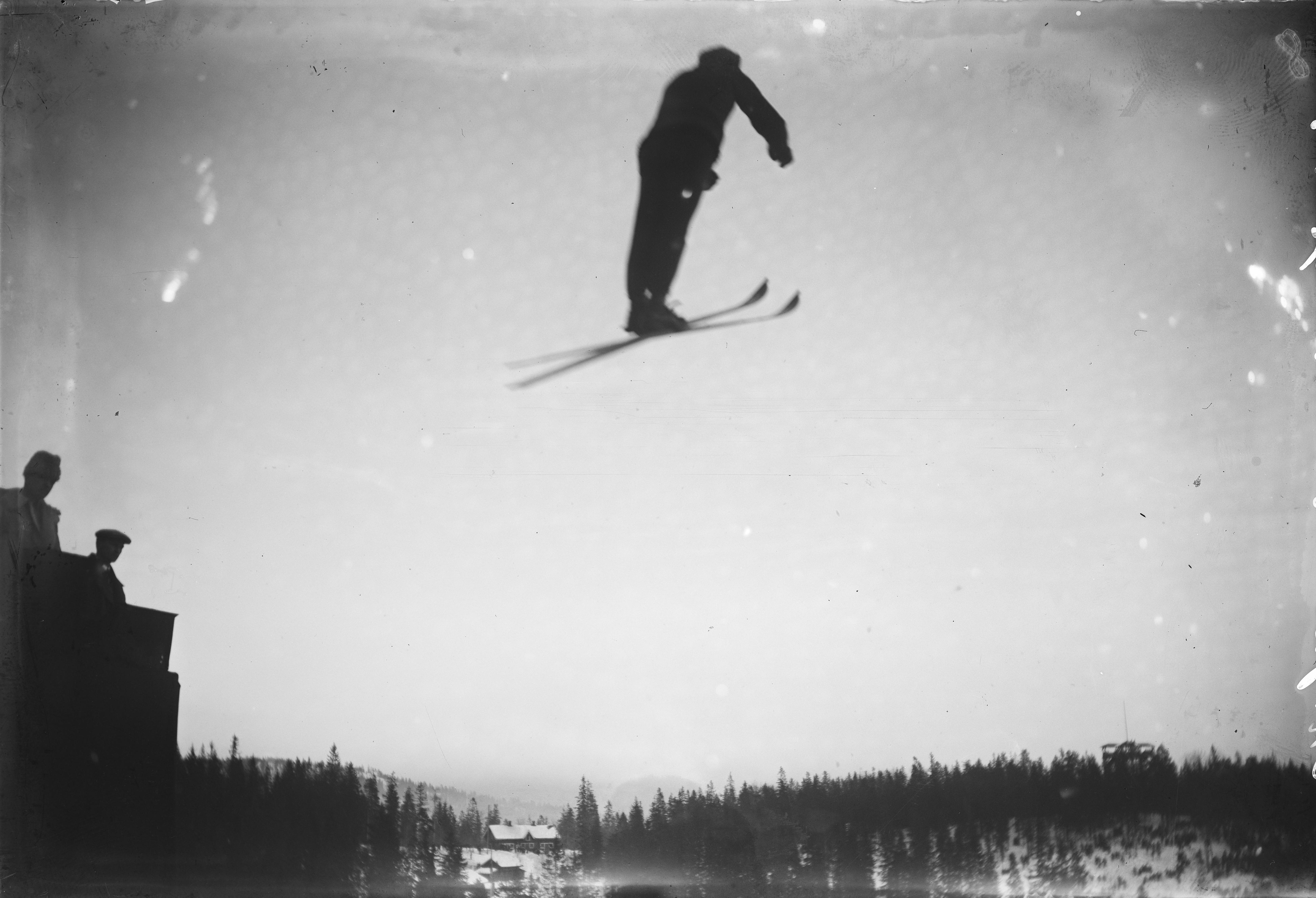
Menotti Jakobsson i Holmenkollen 1917.

Klas Alfred Menotti Jakobsson, född 7 juli 1892 i Stockholm, död 26 december 1970 i Enskede, var en svensk idrottare som var aktiv inom nordisk skidsport under 1920-talet och representerade Djurgårdens IF. Han vann hoppningen i Coupe de France 1923 och blev svensk mästare i backhoppning 1917 och 1921, samt i nordisk kombination 1917. 
Han medverkade vid olympiska vinterspelen i backhoppning och slutade på sjunde plats vid Olympiska vinterspelen 1924. Han slutade på åttonde plats i nordisk kombination vid olympiska vinterspelen 1924.